# .gf
.gf és el domini de primer nivell territorial (ccTLD) de la Guaiana Francesa. El gestiona l'ISP Net Plus Arxivat 2013-09-03 a Wayback Machine..